# Dean Smith (labdarúgó)
Dean Smith (West Bromwich, 1971. március 19. –) angol labdarúgóedző, korábbi labdarúgó, 2024 óta az amerikai Charlotte vezetőedzője.
Smith 1989-ben kezdte karrierjét a Walsall csapatában, ahol öt év alatt 166 bajnoki és kupamérkőzésen játszott. 1994-ben a Hereford Unitedhoz szerződött, majd 146 mérkőzéssel később a Leyton Orient játékosa lett. Itt hat év alatt 309-szer játszott, mielőtt 2003-ban a Sheffield Wednesday csapatához került. Egy szezont követően a Port Vale-be igazolt, majd 2005 januárjában visszavonult. Tizenhat éves karrierje során 566 mérkőzésen játszott és 54 gólt szerzett.
Visszavonulását követően Smith visszatért a Leyton Orient csapatához, asszisztens menedzserként, 2009 januárjáig. 2009 júliusában a Walsall kinevezte az utánpótlás vezetőjének, mielőtt menedzser lett volna másfél évvel később. Megmentette a csapatot a kieséstől első négy hónapjában, majd 2015-ben a Football League Trophy döntőjébe vezette a csapatot. Ezen év novemberében távozott, hogy a Brentford menedzsere legyen. 2018 októberében nevezték ki az Aston Villa élére, akiket a másodosztály 14. helyéről a Premier League-be vezette, a 2018–2019-es szezonban, majd 2020-ban a Ligakupa döntőjébe.

## Statisztikák

### Játékosként
Forrás:
| Klub                | Szezon    | Division      | Bajnokság | Bajnokság | Kupa  | Kupa  | További | További | Összesen | Összesen |
| Klub                | Szezon    | Division      | Meccs     | Gólok     | Meccs | Gólok | Meccs   | Gólok   | Meccs    | Gólok    |
| ------------------- | --------- | ------------- | --------- | --------- | ----- | ----- | ------- | ------- | -------- | -------- |
| Walsall             | 1988–1989 | Másodosztály  | 15        | 0         | 0     | 0     | 0       | 0       | 15       | 0        |
| Walsall             | 1989–1990 | Harmadosztály | 7         | 0         | 1     | 0     | 0       | 0       | 8        | 0        |
| Walsall             | 1990–1991 | Negyedosztály | 33        | 0         | 2     | 0     | 5       | 0       | 40       | 0        |
| Walsall             | 1991–1992 | Negyedosztály | 9         | 0         | 0     | 0     | 2       | 0       | 11       | 0        |
| Walsall             | 1992–1993 | Harmadosztály | 42        | 1         | 0     | 0     | 9       | 0       | 51       | 1        |
| Walsall             | 1993–1994 | Harmadosztály | 36        | 1         | 1     | 0     | 4       | 0       | 41       | 1        |
| Walsall             | Összesen  | Összesen      | 142       | 2         | 4     | 0     | 20      | 0       | 166      | 2        |
| Hereford United     | 1994–1995 | Harmadosztály | 35        | 3         | 2     | 0     | 8       | 1       | 45       | 4        |
| Hereford United     | 1995–1996 | Harmadosztály | 40        | 8         | 4     | 0     | 9       | 4       | 53       | 12       |
| Hereford United     | 1996–1997 | Harmadosztály | 42        | 8         | 1     | 0     | 5       | 2       | 48       | 10       |
| Hereford United     | Összesen  | Összesen      | 117       | 19        | 7     | 0     | 22      | 7       | 149      | 26       |
| Leyton Orient       | 1997–1998 | Harmadosztály | 43        | 9         | 2     | 1     | 6       | 0       | 51       | 10       |
| Leyton Orient       | 1998–1999 | Harmadosztály | 37        | 9         | 5     | 1     | 7       | 0       | 49       | 10       |
| Leyton Orient       | 1999–2000 | Harmadosztály | 44        | 4         | 2     | 1     | 4       | 0       | 50       | 5        |
| Leyton Orient       | 2000–2001 | Harmadosztály | 43        | 5         | 4     | 0     | 7       | 0       | 54       | 5        |
| Leyton Orient       | 2001–2002 | Harmadosztály | 45        | 2         | 4     | 1     | 2       | 1       | 51       | 4        |
| Leyton Orient       | 2002–2003 | Harmadosztály | 27        | 3         | 2     | 0     | 4       | 0       | 33       | 3        |
| Leyton Orient       | Összesen  | Összesen      | 239       | 32        | 19    | 4     | 30      | 1       | 288      | 37       |
| Sheffield Wednesday | 2002–2003 | Első osztály  | 14        | 0         | 0     | 0     | 0       | 0       | 14       | 0        |
| Sheffield Wednesday | 2003–2004 | Másodosztály  | 41        | 1         | 2     | 0     | 5       | 0       | 48       | 1        |
| Sheffield Wednesday | Összesen  | Összesen      | 55        | 1         | 2     | 0     | 5       | 0       | 62       | 1        |
| Port Vale           | 2004–2005 | Harmadosztály | 13        | 0         | 0     | 0     | 2       | 1       | 15       | 1        |
| Összesen            | Összesen  | Összesen      | 566       | 54        | 32    | 4     | 79      | 9       | 677      | 67       |

### Menedzserként
2024. augusztus 31. szerint.
| Csapat         | Edzői időszak kezdete | Edzői időszak vége | Statisztikák | Statisztikák | Statisztikák | Statisztikák | Statisztikák | For.  |
| Csapat         | Edzői időszak kezdete | Edzői időszak vége | M            | Gy           | D            | V            | Gy %         | For.  |
| -------------- | --------------------- | ------------------ | ------------ | ------------ | ------------ | ------------ | ------------ | ----- |
| Walsall        | 2011. január 4.       | 2015. november 30. | 260          | 84           | 96           | 80           | 32.31        | [ 2 ] |
| Brentford      | 2015. november 30.    | 2018. október 10.  | 143          | 57           | 35           | 51           | 39.86        | [ 2 ] |
| Aston Villa    | 2018. október 10.     | 2021. november 7.  | 139          | 55           | 28           | 56           | 39.57        | [ 2 ] |
| Norwich City   | 2021. november 15.    | 2022. december 27. | 56           | 16           | 12           | 28           | 28.57        | [ 2 ] |
| Leicester City | 2023. április 10.     | 2023. június 16.   | 8            | 2            | 3            | 3            | 25.00        | [ 2 ] |
| Charlotte      | 2023. december 12.    | jelenleg is        | 29           | 10           | 9            | 10           | 34.48        |       |
| Összesen       | Összesen              | Összesen           | 635          | 224          | 183          | 228          | 35.28        |       |

## Díjak
Walsall
- Football League Trophy második helyezett: 2014–2015[3]

Aston Villa
- EFL Championship rájátszás győztese: 2019[4]
- EFL Cup második helyezett: 2019–2020[5]

Egyéni elismerések
- League Managers Association Special Achievement Award: 2015[6]
- Football League One – A hónap menedzsere: 2013. januárja, 2015. augusztusa[7][8]
- EFL Championship – A hónap menedzsere: 2019. márciusa[9]
- Premier League – A hónap edzője díj: 2020. decembere[10]